# Interstate 60
Pour les articles homonymes, voir I-60.
Pour plus de détails, voir Fiche technique et Distribution.
Interstate 60 (Interstate 60: Episodes of the Road) est un film américano-canadien réalisé par Bob Gale, sorti en 2002.

## Synopsis
Un jeune homme en quête d'identité entreprend un voyage sur une route qui n'existe sur aucune carte.

## Fiche technique
- Titre : Interstate 60
- Titre : Interstate 60: Episodes of the Road
- Réalisation : Bob Gale
- Scénario : Bob Gale
- Musique : Christophe Beck
- Photographie : Denis Maloney
- Montage : Michael Fallavollita
- Production : Peter Bray, Neil Canton, Ira Deutchman, Bob Gale et Peter Ross Newman
- Société de production : Fireworks Pictures,Redeemable Features et Seven Arts Pictures
- Société de distribution : Samuel Goldwyn Films (en) (États-Unis)
- Pays :  Canada et  États-Unis
- Genre : Comédie dramatique, aventure et fantastique
- Durée : 116 minutes
- Dates de sortie : 
  - États-Unis : 13 avril 2002 (festival international du film de Newport), 14 octobre 2003 (vidéo)

## Distribution
- James Marsden : Neal Oliver
- Michael J. Fox : M. Baker
- Gary Oldman : O. W. Grant
- Amy Smart : Lynn Linden
- Chris Cooper : Bob Cody
- Kurt Russell : le capitaine Ives
- Matthew Edison : Quincy
- Paul Brogren : Zack
- Wayne Robson : Tolbert
- Christopher Lloyd : Ray
- Jonathan Whittaker : Dr Craig
- Mark Lutz : Frank
- Roz Michaels : Maman
- Ann-Margret : Mme. James
- Amy Jo Johnson : Laura